# Lentipes
Lentipes é um género de peixe da família Gobiidae.
Este género contém as seguintes espécies:
- Lentipes concolor
- Lentipes whittenorum